# Raoul Persil
Pour les articles homonymes, voir Persil (homonymie).
Raoul Persil, né le 4 août 1870 à Chouzy-sur-Cisse (Loir-et-Cher) et mort le 29 juin 1961 dans la même commune, est un homme politique français.

## Biographie
Proche d'Alexandre Millerand, il est notamment son directeur de cabinet au ministère des Travaux publics, des Postes et Télégraphes (1909-1910).
Il est maire de Chouzy-sur-Cisse, et député de Loir-et-Cher de 1920 à 1924, étant inscrit au groupe de l'Action républicaine et sociale.

## Ouvrage
- Raoul Persil, Alexandre Millerand (1859-1943), SEFI, 1949, 189 p. (EAN 2000049242858).